# Tienimi stanotte
Tienimi stanotte è un singolo del cantautore italiano Luigi Strangis, pubblicato il 30 aprile 2022 come quinto estratto dal secondo EP Strangis.

## Descrizione
Il brano, scritto da Giordana Angi, è prodotto dallo stesso cantautore con Gabriele Cannarozzo.

## Promozione
Il singolo è stato presentato durante la ventunesima edizione del talent show Amici di Maria De Filippi.

## Video musicale
Il video musicale, diretto da Mario Crocetta e Paolo Zazzaretta, è stato pubblicato il 7 giugno 2022 attraverso il canale YouTube del cantautore.

## Tracce
Testi di Giordana Angi, musiche di Luigi Strangis e Gabriele Cannarozzo.
1. Tienimi stanotte – 3:24

## Classifiche
| Classifica (2022) | Posizione massima |
| ----------------- | ----------------- |
| Italia            | 33                |